# انهيارات كولومبيا الأرضية 2022
انهيارات كولومبيا الأرضية 2022 في يناير وفبراير 2022 وقعت انهيارات أرضية في كولومبيا.
في 26-28 يناير 2022 قُتل شخصان في بالوكابيلدو في توليما بعد هطول أمطار غزيرة. تم الإبلاغ عن العديد من حالات انقطاع التيار الكهربائي.
في 8 فبراير 2022 تسببت أمطار غزيرة فيدوسكيبراداس ريسارالدا في انهيار أرضي، مما أسفر عن مقتل 14 شخصًا على الأقل وتدمير خمسة منازل. تم نقل 35 شخصًا إلى المستشفى.